# Akpınar (Name)
Akpınar ist ein türkischer männlicher und weiblicher Vorname mit der Bedeutung „reine Quelle“, gebildet aus den türkischen Elementen ak (weiß; rein) und pınar (Quelle), der auch als Familienname auftritt.

## Namensträger

### Familienname
- Erdal Akpınar (* 1938), türkischer Fußballspieler
- Güven Murat Akpınar (* 1988), türkischer Schauspieler
- İsmet Akpınar (* 1995), deutsch-türkischer Basketballspieler
- Mehmet Akpınar (* 1940), türkischer Fechter
- Metin Akpınar (* 1941), türkischer Schauspieler
- Murat Akpınar (* 1999), türkischer Fußballspieler
- Mutlu Akpınar (* 1983), türkischer Basketballspieler
- Nevzat Akpınar (* 1968), türkischer Musiker, Komponist und Musikwissenschaftler